# NN-2
NN-2 – polski szybowiec przejściowy z okresu międzywojennego. Pierwszy polski szybowiec o kadłubie kratownicowym z rur stalowych.

## Historia

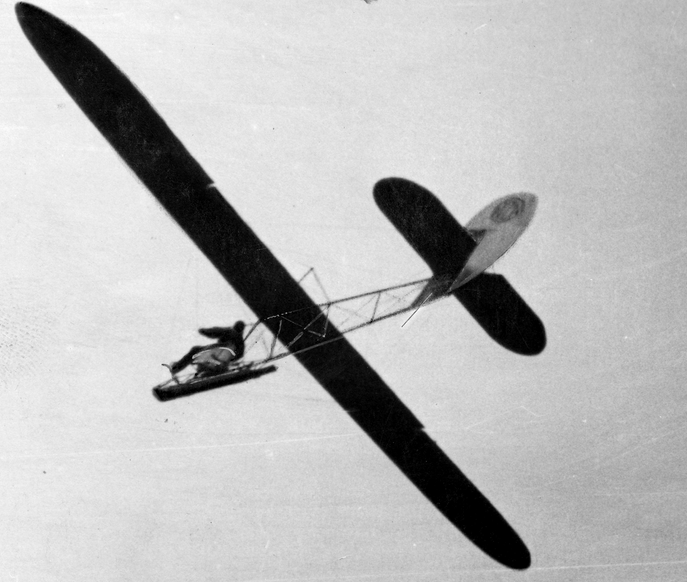
Szybowiec NN-2 w locie

W 1931 roku w Centrum Wyszkolenia Oficerów Lotnictwa (CWOL) w Dęblinie inż. Adam Nowotny i inż. Jarosław Naleszkiewicz opracowali projekt kolejnego szybowca. W założeniu miał być to szybowiec do uprawiania lotów żaglowych przez pilotów posiadających kat. B oraz dla treningu pilotów z kat. C. Zakładano, że będzie zdolny do wykonywania lotów przy wiatrach od 6 do 22 m/s. W tym szybowcu zastosowano nowatorskie rozwiązania techniczne, jego kratownicowy kadłub wykonano z rur stalowych łączonych spawami. 
W Lubelskim Klubie Lotniczym przy Zakładach Plage i Laśkiewicz w Lublinie zbudowano wersję szkolno-przejściową szybowca, bez osłony kabiny pilota. W warsztatach szkolnych Działu Nauk CWOL w Dęblinie powstała wersja przejściowo-treningowa NN-2bis posiadająca kabinę z osłoną. Oblot został wykonany w sierpniu i wrześniu 1931 roku przez Franciszka Jacha.
Szybowiec wykonany w CWOL wziął udział w I Dęblińskiej Wyprawie Szybowcowej we wrześniu 1931 roku do Ustjanowej. Szybowiec wykazał się dobrymi właściwościami lotnymi, por. pilot Tadeusz Kurowski, żeglując wzdłuż pasma Żukowa, wykonał na nim lot trwający 3 h 58 min. Szybowiec został w 1932 roku ponownie przetransportowany do Ustjanowej w ramach II Dęblińskiej Wyprawy Szybowcowej trwającej od 20 września do 18 października. Przez kilka następnych lat był tam wykorzystywany do szkolenia pilotów w Wojskowym Obozie Szybowcowym. Prawdopodobnie został skasowany w 1935 roku.
Egzemplarz wykonany w Lublinie był eksploatowany przez kilka lat w Lubelskim Klubie Lotniczym.

## Konstrukcja
Jednomiejscowy górnopłat o konstrukcji mieszanej.
Kadłub o konstrukcji kratownicowej wykonany ze spawanych rur stalowych. Dodatkowe naciągi wykonano z linek stalowych. Kabina odkryta (w NN-2bis posiadała osłonę). Fotel pilota umocowany na stałe.
Skrzydło dwudzielne o obrysie prostokątnym z zaokrąglonymi końcami, dwudźwigarowe. Lotki szczelinowe Lachmann-Handley-Page, mocowane w dwóch punktach. Napęd lotek linkowy. Pokryte od krawędzi natarcia do dźwigara sklejką, dalej płótnem. Dodatkowo usztywnione naciągiem z linek przymocowanych do kozła nad kadłubem.
Usterzenie klasyczne, krzyżowe, kryte płótnem. Usterzenie poziome dwudzielne, usztywnione zastrzałami. Napęd sterów linkowy.
Podwozie jednotorowe, złożone z jednej płozy mocowanej do kadłuba, amortyzowane dętką gumową.